# Elisabetta Augusta Sofia del Palatinato-Neuburg
Elisabetta Augusta Sofia del Palatinato-Neuburg (Brzeg, 17 marzo 1693 – Mannheim, 30 gennaio 1728) fu l'unica figlia che sopravvisse al padre Carlo III Filippo, elettore palatino (la madre era Ludwika Karolina Radziwiłł).
I suoi figli sarebbero stati indiscutibilmente eredi dell'Elettorato, ma morirono tutti in giovane età. La linea palatina di Neuburg si estinse quindi con suo padre e venne succeduta da quella di Sulzbach.

## Biografia
Carlo III Filippo aveva avuto un totale di sei figli, sei femmine ed un figlio maschio nato morto; Elisabetta Augusta Sofia fu l'unica di essi a raggiungere l'età adulta. Essa era la terza figlia di Carlo Filippo, all'epoca conte palatino di Neuburg, e della prima moglie, Ludwika Karolina Radziwiłł. Una delle sue sorelle, Maria Anna, morì prima che nascesse Elisabetta Augusta, all'età di uno o due anni; Leopoldina Eleonora Giuseppina morì l'anno in cui nacque Elisabetta Augusta, a tre anni. La madre morì il 25 marzo 1695 lasciando la figlia orfana all'età di due anni; il padre si risposò con la principessa Teresa Caterina Lubomirska, che gli diede due figlie, morte anch'esse attorno ai tre anni.
Nel 1716 suo padre succedette al fratello Giovanni Guglielmo sul trono dell'Elettorato palatino; a quell'epoca era ormai chiaro che la linea del Palatinato-Neuburg, fondata da due nipoti del duca Giorgio di Baviera, Ottone Enrico e Filippo, si sarebbe estinta, dal momento che sia Carlo Filippo che i suoi fratelli non erano riusciti a generare un legittimo erede maschio. Era altrettanto evidente che l'imparentata linea del Palatinato-Sulzbach, nella persona di Giuseppe Carlo, figlio maggiore del Conte Palatino di Sulzbach, sarebbe succeduta nei titoli dei Neuburg.
Il 2 maggio 1717, a Innsbruck, Elisabetta Augusta Sofia sposò Giuseppe Carlo, realizzando una mossa diplomatica che unì le due linee dinastiche; i figli della loro unione sarebbero stati gli eredi indiscussi dell'Elettorato, evitando così il ripetersi di una guerra di successione. I loro figli maschi morirono però tutti in giovane età, mentre sopravvissero solo tre figlie.
Elisabetta Augusta morì a seguito di un parto nel 1728; il marito spirò l'anno seguente a Oggersheim. L'Elettorato Palatino passò al cognato di Elisabetta Augusta, Giovanni Cristiano Giuseppe, il cui figlio Carlo Teodoro divenne principe elettore nel 1742 e sposò Elisabetta Augusta, figlia omonima di Elisabetta Augusta Sofia e Giuseppe Carlo.

## Discendenza
Elisabetta Augusta Sofia diede al marito i seguenti figli:
- Carlo Filippo Augusto (1718–1724);
- Innocenza Maria (n. e m. 1719);
- Elisabetta Augusta (1721–1794), sposò Carlo Teodoro, elettore di Baviera;
- Maria Anna (1722–1790), sposò il principe Clemente Francesco di Paola di Baviera;
- Maria Francesca (1724–1794), sposò Federico Michele, secondo figlio maschio di Cristiano III del Palatinato, duca di Zweibrücken;
- Carlo Filippo Augusto (1725–1728);
- figlio maschio (n. e m. 1728).

Attraverso la figlia Maria Francesca essa fu una nonna di Massimiliano I Giuseppe di Baviera, che succedette a Carlo Teodoro come elettore palatino nel 1799.

## Ascendenza
|                                                 |                              |                                 | Genitori                          |  |  | Nonni |  |  | Bisnonni                                  |  |  | Trisnonni                            |  |
|                                                 |                              |                                 |                                   |  |  |       |  |  | Volfango Guglielmo del Palatinato-Neuburg |  |  | Filippo Luigi del Palatinato-Neuburg |  |
|                                                 |                              |                                 |                                   |  |  |       |  |  | Volfango Guglielmo del Palatinato-Neuburg |  |  | Filippo Luigi del Palatinato-Neuburg |  |
|                                                 |                              | Anna di Jülich-Kleve-Berg       |                                   |  |  |       |  |  | Volfango Guglielmo del Palatinato-Neuburg |  |  |                                      |  |
| Filippo Guglielmo del Palatinato                |                              |                                 |                                   |  |  |       |  |  | Volfango Guglielmo del Palatinato-Neuburg |  |  |                                      |  |
|                                                 |                              | Maddalena di Baviera            | Guglielmo V di Baviera            |  |  |       |  |  |                                           |  |  |                                      |  |
|                                                 |                              | Maddalena di Baviera            | Guglielmo V di Baviera            |  |  |       |  |  |                                           |  |  |                                      |  |
|                                                 |                              | Maddalena di Baviera            | Renata di Lorena                  |  |  |       |  |  |                                           |  |  |                                      |  |
| Carlo III Filippo del Palatinato                |                              | Maddalena di Baviera            |                                   |  |  |       |  |  |                                           |  |  |                                      |  |
|                                                 |                              | Giorgio II d'Assia-Darmstadt    | Luigi V d'Assia-Darmstadt         |  |  |       |  |  |                                           |  |  |                                      |  |
|                                                 |                              | Giorgio II d'Assia-Darmstadt    | Luigi V d'Assia-Darmstadt         |  |  |       |  |  |                                           |  |  |                                      |  |
|                                                 |                              | Giorgio II d'Assia-Darmstadt    | Maddalena di Brandeburgo          |  |  |       |  |  |                                           |  |  |                                      |  |
| Elisabetta Amalia d'Assia-Darmstadt             |                              | Giorgio II d'Assia-Darmstadt    |                                   |  |  |       |  |  |                                           |  |  |                                      |  |
|                                                 |                              | Sofia Eleonora di Sassonia      | Giovanni Giorgio I di Sassonia    |  |  |       |  |  |                                           |  |  |                                      |  |
|                                                 |                              | Sofia Eleonora di Sassonia      | Giovanni Giorgio I di Sassonia    |  |  |       |  |  |                                           |  |  |                                      |  |
|                                                 |                              | Sofia Eleonora di Sassonia      | Maddalena Sibilla di Hohenzollern |  |  |       |  |  |                                           |  |  |                                      |  |
| Elisabetta Augusta Sofia del Palatinato-Neuburg |                              | Sofia Eleonora di Sassonia      |                                   |  |  |       |  |  |                                           |  |  |                                      |  |
|                                                 | Janusz Radziwiłł (1579-1620) | Krzystof Mikołaj Radziwiłł      |                                   |  |  |       |  |  |                                           |  |  |                                      |  |
|                                                 | Janusz Radziwiłł (1579-1620) | Krzystof Mikołaj Radziwiłł      |                                   |  |  |       |  |  |                                           |  |  |                                      |  |
|                                                 | Janusz Radziwiłł (1579-1620) | Katarzyna Ostrogska             |                                   |  |  |       |  |  |                                           |  |  |                                      |  |
| Bogusław Radziwiłł                              | Janusz Radziwiłł (1579-1620) |                                 |                                   |  |  |       |  |  |                                           |  |  |                                      |  |
|                                                 |                              | Elisabetta Sofia di Brandeburgo | Giovanni Giorgio di Brandeburgo   |  |  |       |  |  |                                           |  |  |                                      |  |
|                                                 |                              | Elisabetta Sofia di Brandeburgo | Giovanni Giorgio di Brandeburgo   |  |  |       |  |  |                                           |  |  |                                      |  |
|                                                 |                              | Elisabetta Sofia di Brandeburgo | Elisabetta di Anhalt-Zerbst       |  |  |       |  |  |                                           |  |  |                                      |  |
| Ludwika Karolina Radziwiłł                      |                              | Elisabetta Sofia di Brandeburgo |                                   |  |  |       |  |  |                                           |  |  |                                      |  |
|                                                 |                              | Janusz Radziwiłł (1612-1655)    | Krzystof Radziwiłł                |  |  |       |  |  |                                           |  |  |                                      |  |
|                                                 |                              | Janusz Radziwiłł (1612-1655)    | Krzystof Radziwiłł                |  |  |       |  |  |                                           |  |  |                                      |  |
|                                                 |                              | Janusz Radziwiłł (1612-1655)    | Anna Kiszkane                     |  |  |       |  |  |                                           |  |  |                                      |  |
| Anna Maria Radziwiłł                            |                              | Janusz Radziwiłł (1612-1655)    |                                   |  |  |       |  |  |                                           |  |  |                                      |  |
|                                                 |                              | Katarzyna Potocka               | …                                 |  |  |       |  |  |                                           |  |  |                                      |  |
|                                                 |                              | Katarzyna Potocka               | …                                 |  |  |       |  |  |                                           |  |  |                                      |  |
|                                                 |                              | Katarzyna Potocka               | …                                 |  |  |       |  |  |                                           |  |  |                                      |  |
|                                                 |                              | Katarzyna Potocka               |                                   |  |  |       |  |  |                                           |  |  |                                      |  |